# كيفن جيمس (لاعب كريكت)
كيفن جيمس (9 ديسمبر 1987 في دومينيكا - )  (بالإنجليزية: Kevin James)‏ هو لاعب كريكت دومينيكي. شارك مع Windward Islands cricket team ‏.

## وصلات خارجية
- كيفن جيمس على موقع إي آس بي آن كريك إنفو (الإنجليزية)